# Alta prosteri

Det lila området på kartan är Alta prosteri.

Alta prosteri (norska: Alta prosti) är ett kontrakt (prosteri, norska: prosti) i Nord-Hålogalands stift inom Norska kyrkan. Kontraktet omfattar de tre kommunerna Alta, Hasvik och Loppa i Finnmark fylke i norra Norge.

## Socknar
Alta prosteri består av fyra socknar (norska: sokn eller sogn):

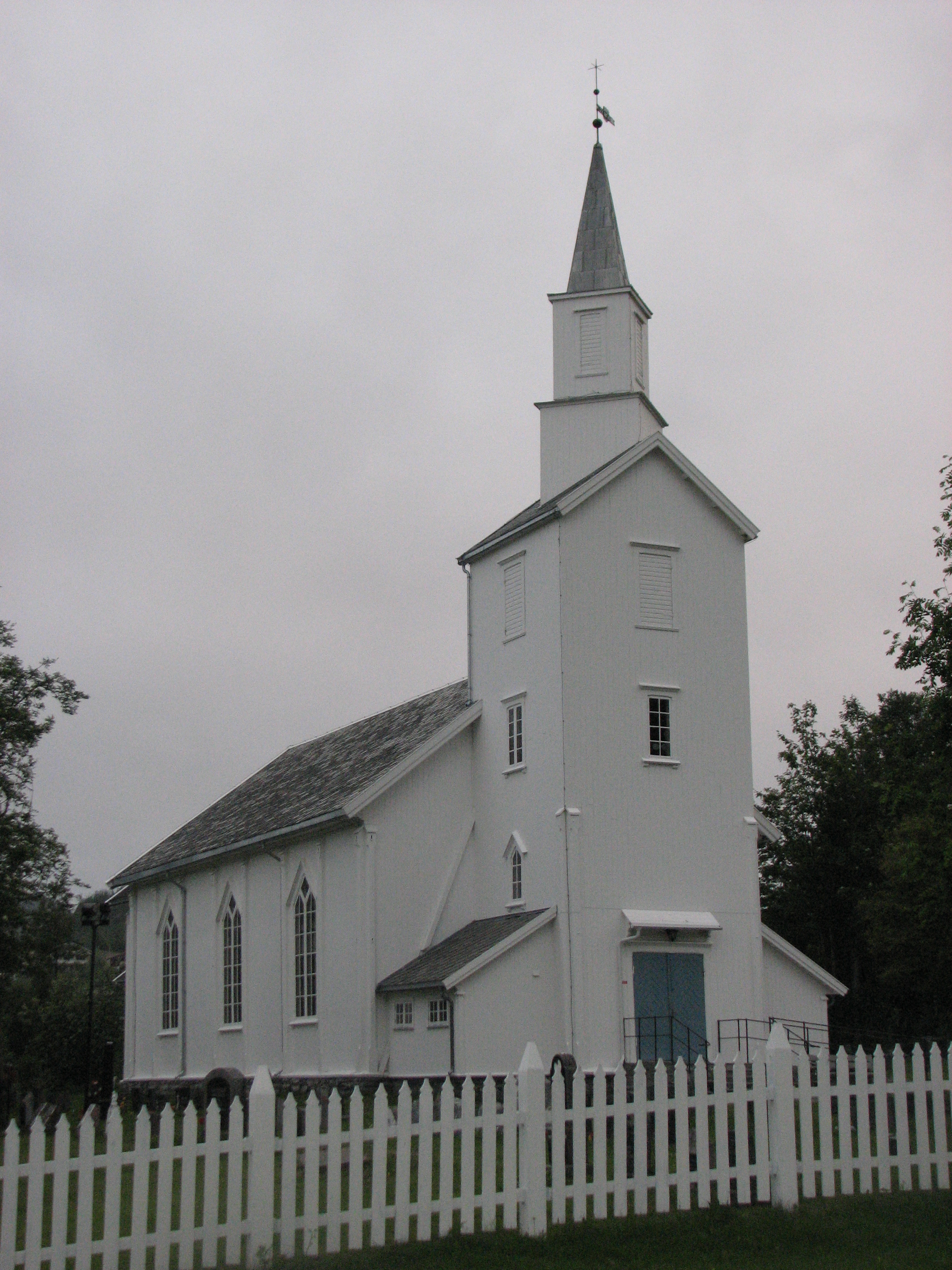
Talviks kyrka som ingår i Talviks socken.

- Alta socken
- Hasviks socken
- Loppa socken
- Talviks socken